# Mutadia bifurcata
Mutadia bifurcata is een hooiwagen uit de familie Assamiidae.